# 拉葛莎
拉葛莎是维京传说中的一位盾女，挪威统治者朗纳尔·洛德布罗克的妻子。她的事迹由12世纪的历史学家萨克索·格拉玛提库斯记录下来。